# Associação Tanzaniana de Voleibol
A Associação Tanzaniana de Voleibol  (em inglêsːTanzania Volleyball Association,TAVA) é  uma organização fundada em 1984 que governa a pratica de voleibol na Tanzânia, sendo membro da Federação Internacional de Voleibol e da Confederação Africana de Voleibol, a entidade é responsável por  organizar  os campeonatos nacionais de  voleibol masculino e feminino no país.